# Angel Clare
Angel Clare är Art Garfunkels första soloalbum, utgivet i september 1973. Albumet är producerat av Art Garfunkel och Roy Halee. Albumtiteln är hämtad från en av personerna i Thomas Hardys roman Tess of the D'Urbervilles.
Art Garfunkels solodebut (om man undantar de två tidiga singlarna utgivna under namnet Artie Garr från 1961) återförenar honom med Simon and Garfunkels producent Roy Halee. När nu Garfunkel inte längre hade tillgång till Paul Simons sånger vände han sig till andra framstående låtskrivare och kompositörer, som till exempel Jimmy Webb, Albert Hammond och Randy Newman. Jimmy Webb är den enskilda låtskrivare som Garfunkel spelat in flest sånger av under solokarriären (se exempelvis albumet Watermark). 
Två av låtarna (Down in The Willow Garden och Barbara Allen) är tidigare inspelade av The Everly Brothers på deras album Songs Our Daddy Taught Us från 1958. (Tjugofyra år senare skulle Garfunkel åter använda sig av en låt från Songs Our Daddy Taught Us när han gav ut Who's Gonna Shoe Your Pretty Little Feet? på albumet Songs From A Parent To A Child. Dessutom framförde Simon and Garfunkel låten That Silver Haired Daddy of Mine från samma Everly-album live 1970.)
I original-LP-utgåvan finns en stor svartvit affisch som föreställer Garfunkel och Halee stående i en kyrka.
Albumet nådde Billboard-listans 5:e plats.
På englandslistan nådde albumet 14:e platsen.

## Låtlista
Singelplacering i Billboard inom parentes.
1. Travellin' Boy (P. Williams/R. Nichols)
2. Down in The Willow Garden (C. Monroe)
3. I Shall Sing (Van Morrison) (#39)
4. Old Man (Randy Newman)
5. Feuilles-Oh/Do Space Men Pass Dead Souls on Their Way to the Moon (J.S. Bach/Linda Grossman)
6. All I Know (Jimmy Webb) (#9)
7. Mary Was an Only Child (Albert Hammond/M. Hazlewood/J. Milchberg)
8. Woyaya (T. Osei/S. Amarfio/M. Tontoh/R. Bedeau/W.Richardson/L.Amao/R. Bailey)
9. Barbara Allen (traditional)
10. Another Lullaby (Jimmy Webb)